# Johannes de Doperkerk (Oosteind)

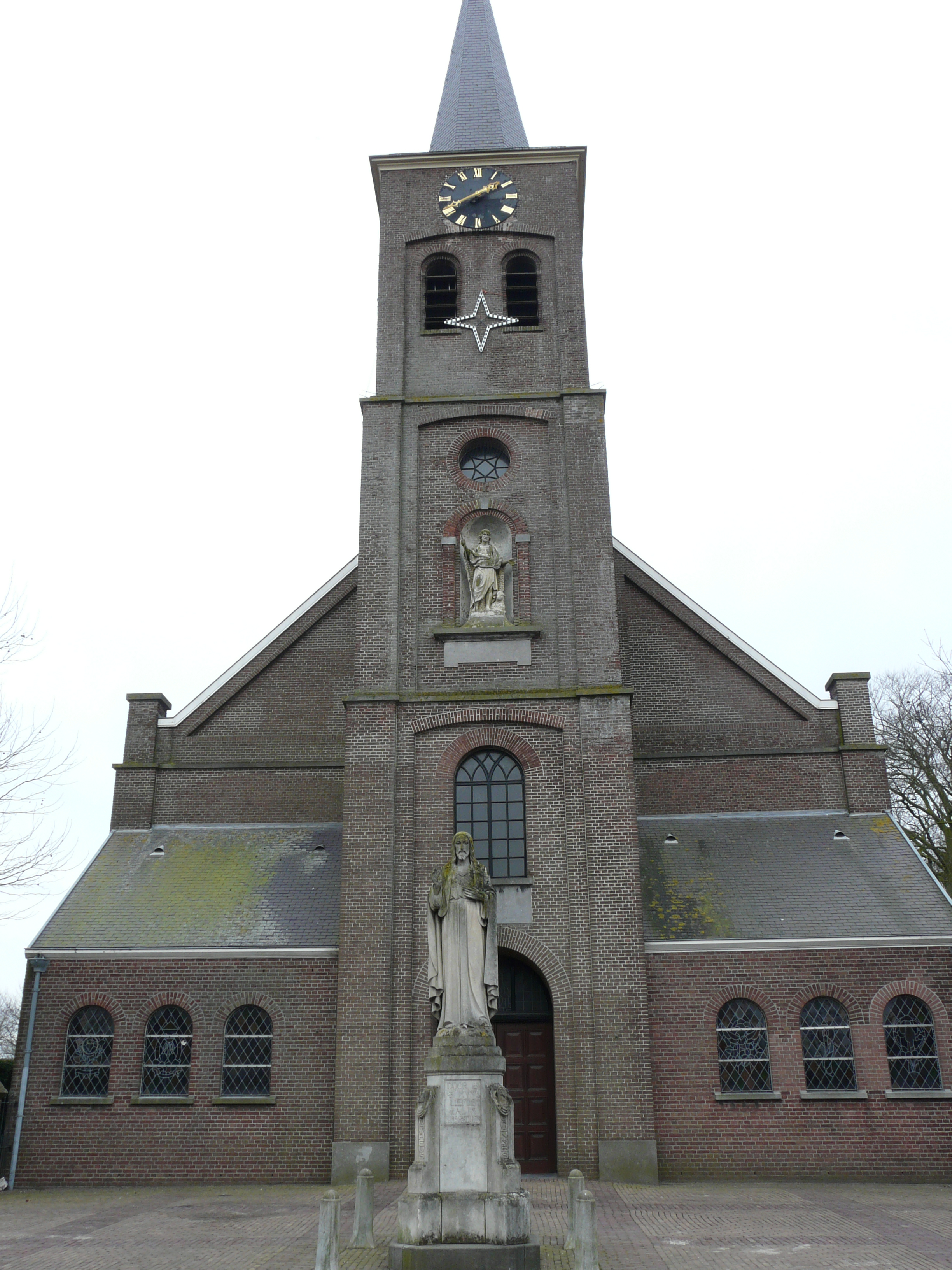
Johannes de Doperkerk

De Johannes de Doperkerk is een kerkgebouw in Oosteind, Noord-Brabant.
In 1846 sprak de bevolking haar wens uit om een eigen parochie te stichten. Voordien ging men in Oosterhout of Dongen ter kerke. De nieuwe parochie werd in 1852 afgescheiden van die van Oosterhout en in 1853 werd de nieuwe kerk ingewijd die gebouwd was naar ontwerp van P.J. Soffers. Het was een driebeukige kerk in neoclassicistische stijl met een eenvoudige toren met naaldspits die drie geledingen telt.
In 1925 werd de kerk gesloopt, waarbij de toren behouden bleef. Er werd een nieuwe kerk gebouwd, een driebeukige blindbasilicale kerk met een eenbeukig koor en een driezijdig afgesloten apsis. Voor de kerk staat een Heilig Hartbeeld uit 1927.
Het orgel stamt uit 1860 en werd gebouwd door de Oosterhoutse Gebroeders Van der Aa.

## Externe bron
- ReliWiki